# Women Airforce Service Pilots
Pour les articles homonymes, voir Wasp.
 (mars 2016).
Si vous disposez d'ouvrages ou d'articles de référence ou si vous connaissez des sites web de qualité traitant du thème abordé ici, merci de compléter l'article en donnant les références utiles à sa vérifiabilité et en les liant à la section « Notes et références ».
Le Women Airforce Service Pilots (WASP), ou Service de pilotes féminines de l'Armée de l'air américaine, est une organisation para-militaire pionnière rassemblant des femmes pilotes civiles, employées par la United States Army Air Forces, pendant la Seconde Guerre mondiale. Elle rassemble le 5 août 1943 deux escadrons créés un an auparavant : le Women’s Flying Training Detachment (WFTD) et le Women's Auxiliary Ferrying Squadron (WAFS). L'unité compte alors mille membres. Elle est dissoute le 20 décembre 1944.

## Création du WASP
À l'été 1941, les célèbres pilotes Jacqueline Cochran et Nancy Harkness Love se proposent pour des missions de non-combat au service de l'armée de l'air américaine (les US Army Air Forces ou USAAF, ancêtre de la United States Air Force ou USAF) après le déclenchement de la Seconde Guerre mondiale en Europe. L'intérêt est alors de libérer les pilotes masculins pour des actions de combat et d'affecter les femmes aux missions stratégiques et logistiques. Malgré le soutien appuyé de la Première dame des États-Unis, Eleanor Roosevelt, le chef d'état-major de l'Armée de l'air, le général Henry Harley Arnold, rejette les propositions de Nancy Love et Jacqueline Cochran.
Alors que les États-Unis ne sont pas encore entrés en guerre, Jacqueline Cochran se porte volontaire pour être affectée au Transport aérien auxiliaire (Air Transport Auxiliary, ou ATA), dans la Royal Air Force britannique. En effet, l'ATA recrute des pilotes féminins depuis janvier 1940 et cherchait à en former de nouvelles. Les femmes américaines qui font partie de ces unités sont alors les premières de leur pays à piloter des engins militaires. Il leur est permis d'être aux commandes des avions les plus performants de l'époque, à l'instar des Spitfires, Typhoons, Hudsons, Mitchells, Blenheims, Oxfords, Walruses, et Sea Otters. Leurs missions ne sont alors pas dites de combat, mais parfois y ressemblent. Devant ces conditions, seulement trois des pilotes américaines engagées au Royaume-Uni, reviennent aux États-Unis pour faire partie du programme WASP.

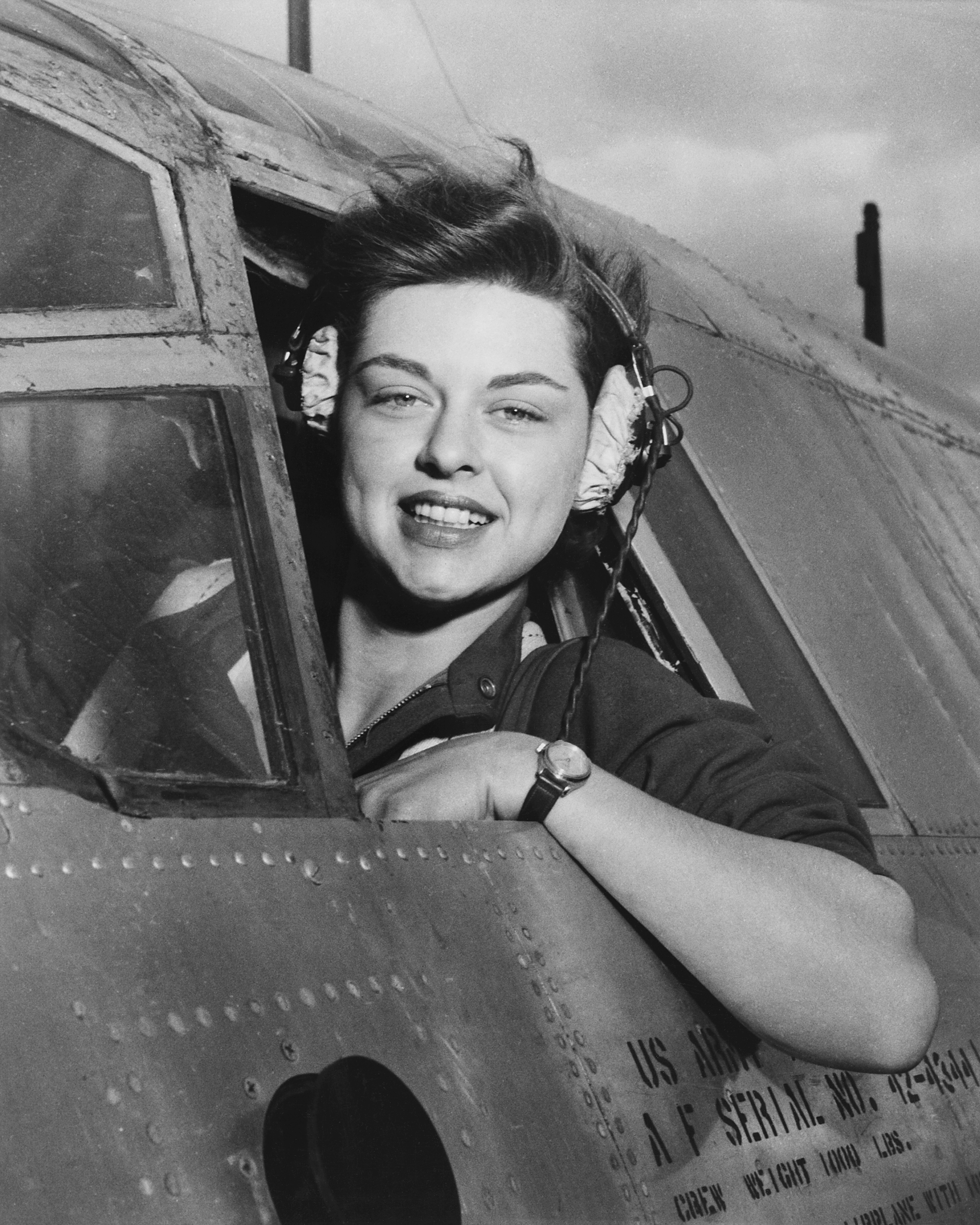
Elizabeth L. Gardner, au pilotage d'un Martin B-26 Marauder.

La constitution des effectifs militaires américains nécessaires à la Seconde Guerre mondiale se fait tardivement, ce qui a pour effet de voir une augmentation spectaculaire des membres en activité pour l'Armée de l'air américaine. Il y a notamment quelques carences au niveau du recrutement des hommes, ce qui amène l'armée à recruter des femmes. Ce n'est néanmoins qu'après l'attaque de Pearl Harbor, qu'il devient évident qu'il n'y a pas suffisamment de pilotes masculins. 
En 1941, l'aviatrice Phoebe Omlie, alors au poste de « spécialiste senior des vols privés de l'Autorité de l'aéronautique civile » répond à cet important besoin de pilotes en ouvrant 66 écoles de vol dans 46 États. Elle met en place un programme « expérimental » pour former des instructrices, avec la conviction forte et controversée que « [...] si les femmes peuvent enseigner aux hommes à marcher, elles peuvent leur apprendre à voler. » Ces femmes instruisent des hommes et des femmes pilotes dans des programmes d'entraînement militaire et civil, y compris le Navy V-5 et les Women Airforce Service Pilots.
Le général William Tunner s'occupe du recrutement aidé du major Robert Love et sa femme Nancy, une pilote professionnelle. Le général Arnold avait cédé à la mi-été 1942 et accepté les propositions rejetées auparavant, notamment le « plan Tunner ». La création du WAFS, dirigé par Nancy Love, est effective le 10 septembre 1942, alors pour du transport aérien. Le même jour, Jacqueline Cochran revient aux États-Unis. Beaucoup de publicité est faite autour du programme, ce que le général Arnold critique.
Deux escadrons sont constitués : celui de Nancy Love et celui de Jacqueline Cochran. Le premier s'entraîne sur l'aéroport municipal de Houston, Texas (aujourd'hui le Hobby Airport) et le second à l'Army Air Base de New Castle, Delaware (aujourd'hui le New Castle Airport). Bien que « rivaux », les deux programmes sont indépendants jusqu'à l'été 1943 où l'on incite Jacqueline Cochran à prendre le contrôle des deux unités, malgré l'opposition du général Tunner. Ainsi, les programmes WAFS et WFTD fusionnent pour donner naissance au WASP.

## Entraînement des pilotes du WASP

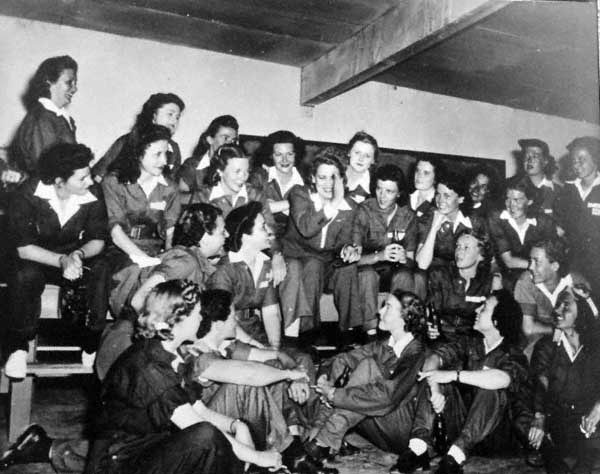
Jacqueline Cochran avec les pilotes en formation du WASP.

Les pilotes du WASP sont organisées en 19 groupes. Chacune d'entre elles, avec environ 1 400 heures de vol à son actif et une formation de pilote commerciale, reçoit un entraînement de 30 jours pour apprendre à voler selon les règlementations militaires. Le manque de ressources financières (déjà présent alors qu'il y avait deux escadrons) entraîne pour l'unité des défauts de personnel administratif, de soins médicaux, de matériel et d'avions (seulement 23 servent à l'entraînement). Le 7 mars 1943, Margaret Oldenburg et son instructeur, Norris G. Morgan, s'écrasent à une dizaine de kilomètres au sud de Houston. La météo désastreuse qui secoue la région de Houston achève le moral des engagées, ce qui amène les autorités à leur créer une vraie identité. Un personnage, Fifinella, conçu par Roald Dahl et dessiné par Walt Disney devient ainsi la mascotte de l'unité et orne leur écusson d'épaule.
Trois entraînements ont lieu. Le premier rassemble 38 femmes et les forme à un minimum de 200 heures de vol. Vingt-trois sont diplômées le 24 avril 1943. La deuxième promotion est diplômée le 28 mai et la troisième le 3 juillet. Les entraînements ont essentiellement lieu à l'aéroport de Sweetwater (Texas).

## Échec de la militarisation et dissolution
Les membres du WASP sont des employées de la fonction publique et ne reçoivent pas à ce titre d'avantages militaires, contrairement à leurs homologues masculins. D'autre part, elles ne sont alors pas administrativement liées à l'Armée de l'air et peuvent donc démissionner à tout moment après la fin de leur formation, bien que peu l'aient fait.
Le 30 septembre 1943, la militarisation du WASP est commencée. Jacqueline Cochran et le général Arnold souhaitent alors un corps distinct, dirigé par un colonel femme (similaire aux chefs WAC, WAVES, SPAR, et Marine heads). Le département de la Guerre, cependant, s'oppose à une telle décision. Au lieu de cela, il préfère que les femmes soient intégrées au sein de la WAC (Women's Army Corps) et donc ajoutées aux quelque 2 000 agents déjà affectées.
Le 21 juin 1944, le projet de loi de la Chambre des représentants de donner le statut militaire au WASP est enterré après la fermeture de certaines écoles de formation de vol civiles et d'un puissant lobbying. La commission de la Chambre sur la fonction publique avait en outre signalé le 5 juin 1944, qu'il considérait le WASP comme inutile, excessivement coûteux et recommandé que le recrutement et la formation des pilotes féminins devait être interrompu. Malgré le militantisme de Jacqueline Cochran, le général Arnold, qui avait été un promoteur de la militarisation dissout le WASP le 20 décembre 1944. Il prononce un discours à l'aéroport de Sweetwater, le 7 décembre 1944 : « Le WASP a rempli sa mission. Son travail a été une réussite. Mais, comme c'est habituel en temps de guerre, le coût a été lourd. Trente-huit WASP sont mortes en contribuant à ce que leur pays se dirige vers la victoire finale. Les forces aériennes se souviendront longtemps de leur service et leur sacrifice. »
À l'issue du programme WASP, 916 femmes deviennent pilotes de service pour la AAF, dont 620 affectées aux centres de formation, 141 pour le transport aérien, 133 pour les forces aériennes continentales des États-Unis, 11 à l'escadre météorologique, 9 pour les commandes techniques et les autres pour le Troop Carrier Command.

## Postérité

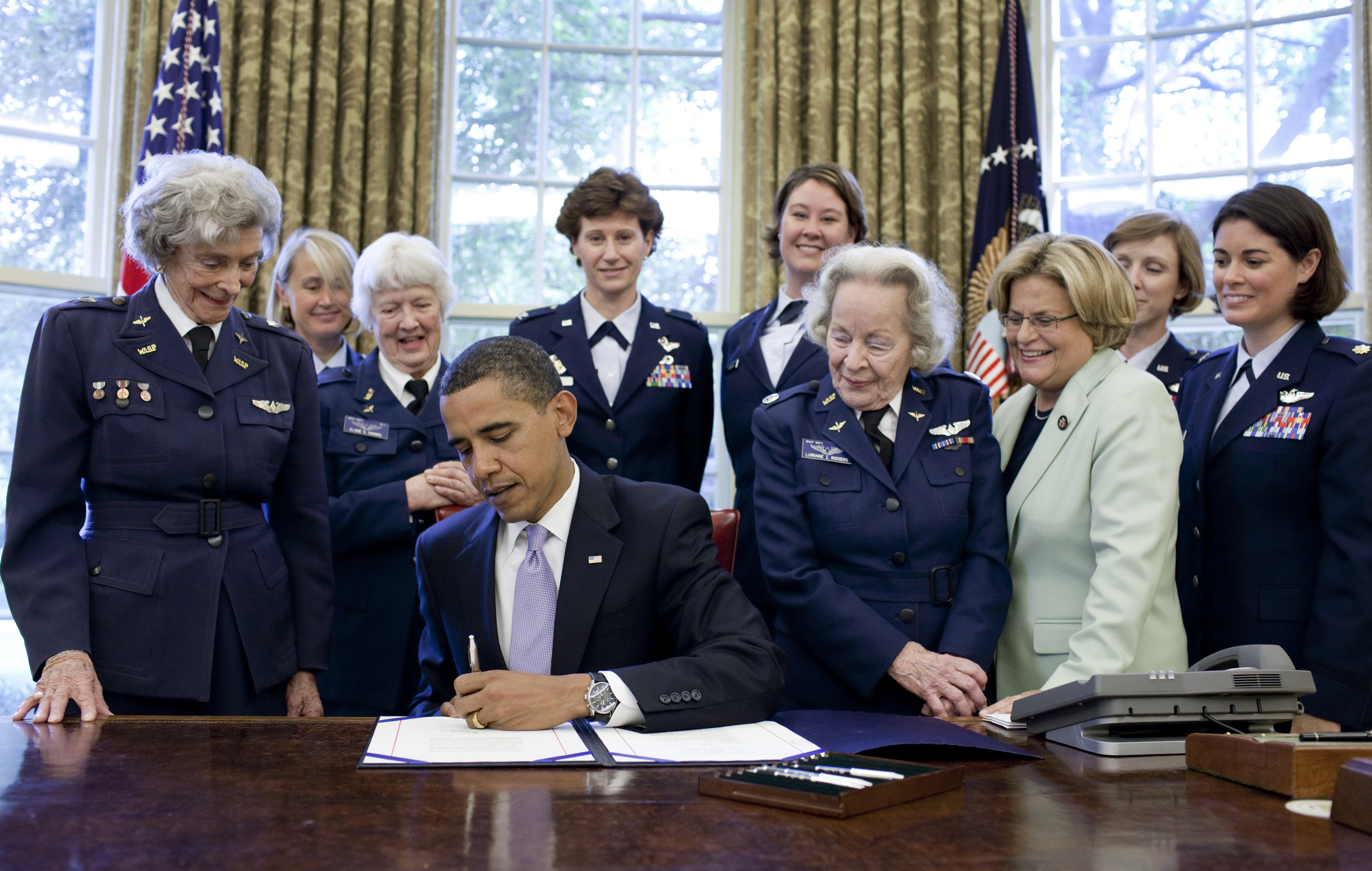
En juillet 2009, le président Barack Obama signe l'ordre officiel de décoration de la médaille d'or du Congrès au WASP.

Tous les dossiers du WASP sont classés et inaccessibles pendant trente-cinq ans, ce qui fait que les historiens n'ont pu avoir accès, pendant cette période, à leur apport dans l'effort de guerre américain. En 1975, le colonel Bruce Arnold, fils du général Henry Harley Arnold et les WASP se battent pour se voir remettre le titre de vétérans de la Seconde Guerre mondiale. Ils ont alors un soutien assez prononcé de l'opinion publique. En 1977, les dossiers sont déclassifiés. Il est à noter l'important lobbying du sénateur Barry Goldwater qui, lui-même, avait été pilote pendant la guerre.
Le président Jimmy Carter signe en 1977 la loi no 95-202, section 401, qui accorde aux anciennes membres du WASP un statut militaire complet pour leurs services rendus. En 1984, chaque membre du WASP reçoit la World War II Victory Medal. Celles qui ont servi plus d'un an reçoivent également les American Theater Ribbon/American Campaign Medal. La plupart des enfants des membres qui étaient alors décédées acceptent la décoration à titre posthume.

Le 1er juillet 2009, le président Barack Obama et le Congrès des États-Unis décerne au WASP la médaille d'or du Congrès. Trois des 300 anciennes membres encore vivantes sont présentes. Le 10 mars 2010, 200 membres survivantes viennent au Capitole de Washington, D.C. pour accepter la médaille des mains de la présidente de la Chambre des représentants des États-Unis, Nancy Pelosi et des autres dirigeants du Congrès.

## Aviatrices notables du WASP
- Ann Baumgartner Carl

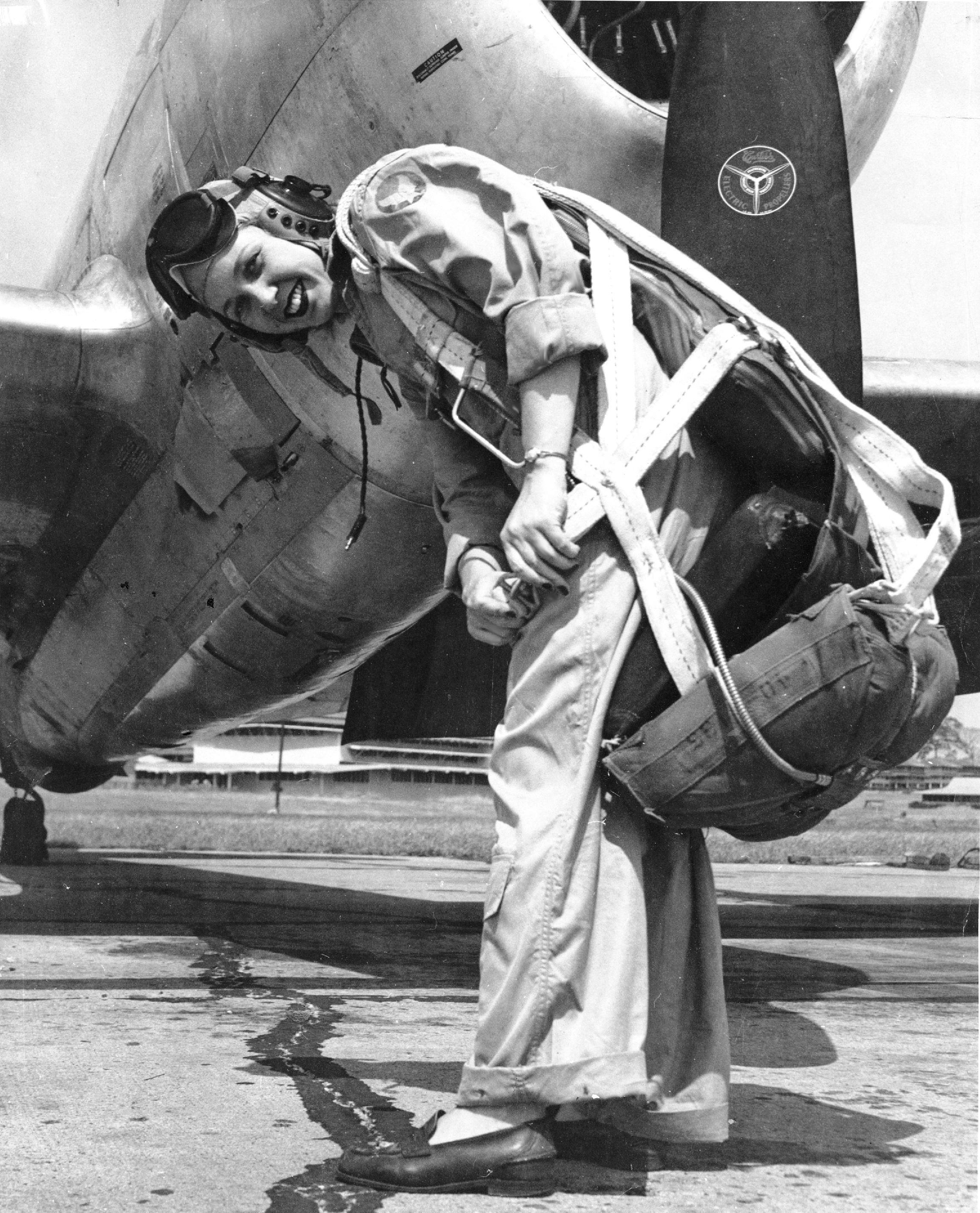
Deanie Parish devant un Republic P-47 Thunderbolt sur la piste de la Tyndall Air Force Base (Floride), en 1944.

- Jacqueline Cochran — Directrice du WASP.
- Rosa Charlyne Creger
- Nancy Batson Crews
- Dawn Dunlop
- Cornelia Fort
- Betty Gillies
- Lois Hailey
- Sara Payne Hayden
- Celia Hunter
- Marge Hurlburt
- Teresa James
- Shirley C. Kruse
- Hazel Ying Lee
- Barbara Erickson London
- Nancy Harkness Love
- Nicole Malachowski
- Annabelle Craft Moss
- Anne Noggle
- Dorothy Olsen
- Deanie Bishop Parrish
- Mabel Rawlinson
- Margaret Ringenberg
- Gloria Heath
- Dawn Rochow Seymour
- Evelyn Sharp
- Gertrude Tompkins Silver
- Dora Dougherty Strother
- Ginny Hill Wood
- Lillian Lorraine Yonally

## Dans la fiction
- Dans le comic Wonder Woman, Diana Trevor, la mère du personnage Steve Trevor est une ancienne membre du WASP qui s'était accidentellement écrasée sur l'île mythique de Themyscira, lors d'une mission dans les années 1940. Elle est alors enterrée avec tous les honneurs par ses habitantes, les Amazones, qui sont émues par son sacrifice. Le nom du personnage principal de la série, « Princesse Diana », « Diana Prince » ou « Wonder Woman » tient son nom de cette pilote, ainsi que son costume, fabriqué à partir de son uniforme de pilote.
- Les Têtes brulées, saison 1, épisode 21, consacré au WASP (1976).
- En 2009, un épisode de la série télévisée Cold Case amène les protagonistes à enquêter sur le meurtre d'une pilote du WASP, à Philadelphie (Pennsylvanie).
- Dans le roman de Janet Dailey Les Ailes d'argent (Silver Wings, Santiago Blue), de 1984 qui retrace l'entraînement des premières WASP, puis leurs différentes missions et jusqu'à leur dissolution.
- En 2013, l'auteure Fannie Flagg sort le roman The All-Girl Filling Station's Last Reunion (en français La dernière réunion des filles de la station-service sorti en 2015). Ce roman nous raconte une partie de la vie de femmes pilotes WASP.
- La série de bandes-dessinées Angel Wings, scénarisée par Yann et illustrée par Romain Hugault met en scène les aventures d'Angela Mc Cloud, WASP durant la Seconde Guerre mondiale.